# Chuyện kể ban đêm
Chuyện kể ban đêm (tiếng Nga: Сказка, рассказанная ночью) là một bộ phim thần tiên - cổ tích của đạo diễn Irma Raush, ra mắt lần đầu năm 1981.
Truyện phim phỏng theo câu chuyện cổ tích Trái tim lạnh giá của nhà văn Wilhelm Hauff.

## Diễn viên
- Aleksandr Galibin... Peter Mun (thợ mỏ than)
- Rasmi Dzhabrailov... Dược sĩ
- Mara Zvaygzne... Bá tước phu nhân Emilia

## Ê-kíp
- Thiết kế sản xuất: Vladimir Pasternak
- Phục trang: Vera Kuratova
- Âm thanh: Lyudmila Druzhinina